# Akodon fumeus
Akodon fumeus és una espècie de mamífer rosegador de la família dels cricètids. Viu a altituds d'entre 1.000 i 3.500 msnm a l'Argentina, Bolívia i el Perú. Els seus hàbitats naturals són els boscos de iunga i els mosaics d'herbassar i bosc nan. És una espècie en risc mínim, és a dir, no sembla que hi hagi cap amenaça significativa per a la seva supervivència. El seu nom específic, fumeus, significa ‘fumat’ en llatí.